# Madana
 Madana è un comune del Ciad situato nel dipartimento di La Pendé, provincia del Logone Orientale.